# Air Force Materiel Command
Le quartier général de l'AFMC est situé à Wright-Patterson Air Force Base dans l'Ohio.

## Organisation
Il possède 10 bases aériennes [Quand ?]:
- Arnold Air Force Base, Tennessee
- Edwards Air Force Base, Californie
- Eglin Air Force Base, Floride
- Hanscom Air Force Base (en), Massachusetts
- Hill Air Force Base, Utah
- Kirtland Air Force Base, Nouveau-Mexique
- Robins Air Force Base, Géorgie
- Tinker Air Force Base, Oklahoma
- Wright-Patterson Air Force Base, Ohio